# Dysaphis reaumuri
Dysaphis reaumuri är en insektsart. Dysaphis reaumuri ingår i släktet Dysaphis och familjen långrörsbladlöss. Inga underarter finns listade i Catalogue of Life.